# Саддик, Ивонн
Ивонн Саддик (англ. Yvonne Suddick) — фигуристка из Великобритании, серебряный призёр чемпионата мира 1968 года, серебряный призёр чемпионатов Европы 1966—1968 годов, серебряный призёр чемпионатов Великобритании 1965—1968 годов в танцах на льду. Выступала до 1967 года в паре с Роджером Кеннерсоном, а с 1967 года с Малкольмом Кэнноном.

## Спортивные достижения
(с  Роджером Кеннерсоном)
| Соревнования/Сезоны       | 1964 | 1965 | 1966 |
| ------------------------- | ---- | ---- | ---- |
| Чемпионаты мира           | 4    | 6    | 4    |
| Чемпионаты Европы         | 3    | 3    | 2    |
| Чемпионаты Великобритании |      | 2    | 2    |

(с  Малкольмом Кэнноном)
| Соревнования/Сезоны       | 1967 | 1968 |
| ------------------------- | ---- | ---- |
| Чемпионаты мира           | 3    | 2    |
| Чемпионаты Европы         | 2    | 2    |
| Чемпионаты Великобритании | 2    | 2    |